# Арґо в Україні
«Арґо́ в Украї́ні» — це дисертація українського мовознавця-емігранта Олекси Горбача, яку він захистив у лютому 1951 року в Українському Вільному Університеті у Мюнхені.

## Загальна характеристика
Книга має вагоме наукове значення для українських соціолінгвістики, діалектології, лексикології й культури загалом. Предметом студії стали арґотизми українських міст, давні українські арґо. У праці ґрунтовно проаналізовано джерела вивчення арґо (професійні арґо, арґо злодіїв, тюремників, каторжан, безпритульних, школярів і студентів та ін.), подано вичерпну інформацію про термін «арґо» та його походження. Особливу увагу професор О. Горбач звертає на етимологічний аналіз арґотизмів, зокрема на шляхи творення та запозичення, класифікуючи їх за мовою-джерелом (церковнослов'янізми, росіянізми, чехізми, полонізми, циганізми, грецизми, румунізми, мадяризми, германізми та ін.). Дослідження було започатковане у Львові, де вчений ще юнаком зацікавився студентським жаргоном у 1942–1943 роках, а потім продовжене в еміграції у Мюнхені протягом 1948–1950 років (інформантами стали українські емігранти).

## Зміст праці

### Перший розділ
У першому розділі «Джерела до вивчення арґо в Україні» розглянуто етнографічні, лінгвістичні та літературні (серед останніх — оповідання І. Франка, «Записки з Мертвого будинку» Ф. Достоєвського) джерела 1870–1950 років, де подано певний тип арґо, проаналізовано та прокоментовано деякі з них, опубліковано докладний реєстр арґотизмів, наявних у досліджуваних працях. Дослідник укладає також словнички жаргону та вульгаризмів, вживаних студентами та в'язнями різних місцевостей Західної України.

### Другий розділ
У другому розділі «Назва арґо» подано інформацію про еволюцію дефініції, три варіанти тлумачення поняття: таємна, штучна чи спеціальна мова. Найдавніший погляд належить органам безпеки, для яких комунікативний код злочинців видався таємною мовою. Один із перших дослідників слов'янських арґо в ширшому масштабі В. Ягич «таємними» називав вже перекручені мови дітей, професійні, вуличні арґо. Цю думку підтримали польські, російські (Г. Улашин, П.Тиханов), українські (К. Вікторин, В. Боржковський, В. Гнатюк, К. Студинський), радянські (В. Жирмунський, Б. Ларін) дослідники. Арґо розглядалося також не лише як таємна мова, а й як метамова (К. Вікторин, К. Студинський). Мовознавці й етнологи О. Єсперсен, А. ван Ґеннеп, Л. Леві-Брюль старалися звести арґотизми в один тип з сакральними мовами (н-д, жреців), тому називали «спеціальними мовами».
У російсько-радянській (В.Жирмунський, Б.Ларін, В. Стратен) та українській (Ю.Шерех) лінгвістиках утвердився французький термін argot, перенесений з мови злодіїв та міської вулиці. У західному мовознавстві ним маркуються тип мов взагалі та злодійська його форма, у слов'янському — лише назва типу мов (у німецькій мові відповідає «ротвельш», в англомовному світі «сленг»).
Предметом розгляду розділу «Арґо і койне» є диференціація понять «арґотизм», «жаргонізм», «вульгаризм», «колоквіалізм», «регіоналізм» (арґотизм перетворюється просторіччя, фаміліяризм, колоквіалізм чи слово загального койне при входженні до вжитку широкого загалу і втраті емоційне забарвлення), дефініція арґо як сукупності емоційно неіндиферентних термінів, що можуть взаємодіяти з термінами койне; паразитичної форми мови без власних фонетичної, морфологічної, синтаксичної систем, основною функцією якої є експресія, вираження ставлення мовця до речі, дії (як вигуків, лайок, прокльонів у мові), а не утаємничування, що може бути здійснене і за допомогою іноземних мов.

### Четвертий розділ
У четвертому розділі «Походження арґо» аналізується декілька теорій виникнення арґо:
- як наслідок перебування на маргінесах суспільства прошаків, злодіїв, волоцюг, що не входили до середньовічних цехів;
- як засіб боротьби визискуваних суспільних верстов із «наступаючим капіталом» та боротьби здекласованих елементів із панівним ладом (радянська теорія);
- як засіб затаєння змісту розмов злочинців («поліційна» теорія);
- як спеціальні мови з магічно-містичною функцією, вживані давніми племенами (і сучасними африканськими, австралійськими, полінезійськими) за певних спеціальних обставин (ініціації, полювання, перебування поза рідним селом);
- як спосіб репрезентування вищості міщан над селянами (таке розсекречування сприяло перетворенню «арґо» на сленґ).

### П'ятий розділ
У п'ятому розділі «Арґо в Україні» подано стислий огляд досліджень арґо в східнослов'янському регіоні, історію розвитку цих мов на території України (фіксація мовного матеріалу почалася у 18—19ст., пізніше, ніж у Західній Європі (у 14ст.). Незважаючи на існування лірницького арґо, придуманого кобзарями часів Б.Хмельницького, школярського в 16 ст., розбійницького у 18-19 ст., носіями якого були ватаги Устима Кармалюка, Семена Гаркуші, Олекси Довбуша, перші записи на українському ґрунті зроблено лише в останній чверті 19 ст. (словничок мови харківських прошаків-«невлів»). З професійних арґо зафіксовано тільки лірників, прошаків, шаповалів. У зв'язку з розвитком міст в Україні та зростанням ролі «люмпенпролетаріату», з'являються поліційні словники злодійських арґотизмів (А. Курки, В. Попова), ці слова використовуються в повістях, оповіданнях, з'являються і словники в мовознавстві. Усупереч оголошеному «хрестовому походу» проти арґо в літературній та розмовній мовах і витворення в егалітарному суспільстві «пролетарської мови», що стимулювало появу перших досліджень загальноросійського масштабу В. Жирмунського, А. Селищева, Б. Ларіна, В. Стратена, Б.Фридмана, М. Дмитрієва, Д. Ліхачова, українські етнографи збирають матеріал для вивчення фольклору київських низів (Б. Петров) та мови полтавських школярів (В. Щепотьєв).
Воєнне лихоліття, матеріальна нужда після революції 1917–1921 рр. спричинили числове розростання вулиці, а перебування в ув'язненні та на спільному фронті світових воєн представників різних груп, національностей — водностайнення арґо. Попри те, що перепис населення 1930-х років гальмує переміщення «блатанів», всесоюзному вирівнюванню лексики арґо сприють концентраційні табори, тюрми, фабрики, комсомол, служба у війську.
На західноукраїнських територіях учасники підпілля часто в тюрмах пересікалися зі світом вуличників, переймаючи в них арґотизми (сплюв — револьвер, рабін — суддя, локоть — рік). Поширенню вуличних арґотизмів сприяли і школярі, студенти, які давали і свої «творіння», пов'язані з реаліями навчання (форцуґ — відмінник, буда — школа). Зростання україномовного населення Львова та свідоме уникнення підпільниками польської мови витіснили польськомовну форму арґотизмів та закріпили україномовну канву львівського арґо.

### Шостий розділ
Шостий розділ «Етимологічна аналіза арґотизмів» присвячений дослідженню іншомовних частин українських арґотизмів (церковнослов'янізми, полонізми, росіянізми, чехізми, європеїзми, жидизми, орієнталізми (тюркізми, арабізми, персизми), грецизми, відфільтровані українською та російською літературними мовами запозичення з французької, італійської, англійської, голландської мов) та способів творення арґотизмів на базі лексики української мови (через метафори, метонімії, перифрази, розширення понять, вживання дитячої мови, нарощення кореня, що, не змінюючи індиферентного емоційно його значення, вносять в слово мейоративну чи пейоративну оцінки, «новотвори», різні типи «засекречування», фонетичні зміни, метатезу складів, евфемістичні форми прокльонів, аферезу приголосного тощо).